# 板信商業銀行大直分行搶劫案
板信商業銀行大直分行搶劫案是一件發生於中華民國台北市的銀行搶劫案。

## 事件
2020年3月30日，54歲的陳劍輝因缺錢花用，在上午10時40分，著黑衣、戴口罩闖入板信商業銀行大直分行，一進門便向銀行保全開槍，射傷其大腿，之後朝天花板連開五槍，隨後要求女行員將現金裝入旅行袋，得手約新台幣八十萬元。
3月31日，陳劍輝在下午三時許前往桃園市龍潭區的一間便利商店購物，還沒下車便遭到警方包夾，查獲贓款新台幣六十萬元及改造槍一支。